# Reason (chanson de Nami Tamaki)
Pour les articles homonymes, voir Reason.
Singles de Nami Tamaki
Daitan ni Ikimashou ↑Heart & Soul↑
(2004) Fortune
(2005)
Reason est le 6e single de Nami Tamaki sorti sous le label Sony Music Entertainment Japan le 10 novembre 2004 au Japon. Il atteint la 2e place du classement de l'Oricon, et reste classé pendant 15 semaines, pour un total de 178 580 exemplaires vendus. C'est le 2e single le plus vendu de Nami Tamaki à ce jour.
Reason a été utilisé comme 1er thème de fermeture de l'anime Gundam Seed Destiny. Reason se trouve sur la compilation Graduation ~Singles~, sur l'album remix Reproduct Best et sur l'album Make Progress, où se trouve également Truth.

## Liste des titres
| 1. | Reason                | shungo.      | Otani Y@suo   | 4:50 |
| 2. | Promised Land         | Nishio Saeko | Nakano Yuta   | 5:08 |
| 3. | Truth                 | mavie        | Watanabe Miki | 4:41 |
| 4. | Reason (Instrumental) | ---          | Otani Y@suo   | 4:50 |